# Ревити, Стамата
Стама́та Реви́ти (греч. Σταμάτα Ρεβίθη; 1866 — после 1896) — греческая женщина, пробежавшая 40-километровый марафон на летних Олимпийских играх 1896 года. В то время до олимпиады не допускались женщины, но Ревити настаивала на том, чтобы ей было позволено участвовать в забеге. Ревити побежала на следующий день после официального мужского марафона, и хотя она пробежала дистанцию примерно за 5 часов 30 минут и нашла свидетелей, которые письменно подтвердили это время, её всё равно не допустили на стадион Панатинаикос в конце марафона. Она намеревалась предоставить свои документы греческому олимпийскому комитету в надежде на то, что он признает её достижение, но неизвестно, было ли это сделано. Также не сохранилось никаких биографических сведений о Ревити после олимпиады.
По данным современных источников, вторая женщина под именем Мельпомена также пробежала в 1896 году марафон. Существует дискуссия среди олимпийских историков относительно того, были ли Ревити и Мельпомена одним человеком или разными людьми.

## Биографические сведения

### До Олимпийских игр 1896 года
Стамата Ревити родилась на Сиросе в 1866 году. Сообщения о её жизни указывают, что она жила в нищете в Пирее в 1896 году. На тот момент она родила двоих детей: сына, который умер в 1895 году в возрасте семи лет, и другого ребёнка, которому было семнадцать месяцев ко времени проведения Олимпийских игр 1896 года. По данным Олимпийского историка Афанасиоса Тарасулиаса, Ревити была худой блондинкой с большими глазами и выглядела гораздо старше своего возраста. Ревити надеялась получить работу в Афинах и поэтому пошла туда пешком из своего дома — на расстояние 9 км. Этот путь она проделала за несколько дней до Олимпийского марафона, забега из города Марафон до Пникса.
По одной из версий по пути в Афины Ревити встретила на дороге мужчину-бегуна. Он дал ей денег и посоветовал бежать марафон, чтобы стать известной и, следовательно, заработать или увеличить свои шансы найти работу. После этого разговора Ревити решила пробежать дистанцию, так как ей нравилось бегать на большие расстояния в детстве, и она верила, что сможет победить конкурентов-мужчин. Олимпийские историки не все согласны с тем, почему Ревити решила пробежать марафон. Некоторые считают, что цель Ревити заключалась в том, чтобы обеспечить себе рабочее место. Ждер Лонгман заявлял, «зачем кто-то захочет бежать 24 мили ради государственной службы». По словам Мартина и Гинна, мужчина-бегун сказал Ревити, по-видимому издеваясь, что лучший способ разбогатеть — это пробежать марафон и победить. Эмет Мэлоун считала, что после того, как Ревити была отвергнута, «она всё равно пробежала дистанцию, чтобы доказать свою точку зрения».
В 1896 году Олимпийские игры состоялись впервые в современной истории и стали наиболее важным международным мульти-спортивным мероприятием, когда-либо устраиваемым в Греции. Правила игр исключали женщин из соревнований. Под влиянием викторианской эпохи, когда женщины считались ниже мужчин и из-за восхищения античными Олимпийскими играми, когда только мужчины допускались к участию в соревнованиях, барон Пьер де Кубертен, мечтавший о современных Олимпийских играх, был против участия женщин в олимпиаде и в спорте вообще.

### Марафон 1896 года
Ревити прибыла к стартовой точке соревнования, небольшому посёлку Марафон, в четверг 28 марта (9 апреля), где спортсмены уже собрались в ожидании забега, запланированного на следующий день. Она привлекла внимание репортеров и была тепло встречена мэром Марафона, который приютил её в своём доме. Она отвечала на вопросы журналистов, а когда мужчина-бегун из Халандри пошутил, сказав что когда она войдёт на стадион, там уже никого не останется, Ревити возразила, что он не должен оскорблять женщин, поскольку греческие спортсмены-мужчины уже были унижены американцами.
До начала гонки в пятницу утром 29 марта (10 апреля) священник Иоаннис Велиотис должен был произнести молитву для спортсменов в церкви Святого Иоанна. Велиотис отказался благословить Ревити, поскольку она не была официально признанным спортсменом. Оргкомитет в конечном итоге отказался допустить её к гонке. Официально её недопуск обосновали тем, что сроки приёма заявок на участие истекли, однако по сведениям олимпийских историков Дэвида Мартина и Роджера Джинна, реальной причиной был её пол. По данным Тарасулиаса, организаторы пообещали, что она будет соревноваться с командой американских женщин в следующем забеге в Афинах, который так и не состоялся. 9 из 17 мужчин-бегунов дошли до конца дистанции.
В 8:00 следующего дня Ревити начала бежать марафон самостоятельно. Перед началом она попросила единственного учителя городка, мэра и городской магистрат подписать заявление, свидетельствующее о её времени старта. Она пробежала дистанцию в устойчивом темпе и достигла Парапигматы (район нынешней больницы «Эвангелизмос», возле отеля «Хилтон Афины») в 13:30, то есть за 5½ часов). Ревити не пустили на стадион Панатинаикос — её забег был остановлен в Парапигмате греческими офицерами, которых она попросила подписать её рукописный отчёт, чтобы подтвердить время прибытия в Афины. Она заявила журналистам, что хотела бы встретиться с Тимолеоном Филимоном, генеральным секретарём греческого Олимпийского комитета. Историки полагают, что она намеревалась представить документы в греческий Олимпийский комитет в надежде, что они признают её достижения. Было это сделано или нет, осталось неизвестным.

### После марафона
Сведений о жизни Ревити после марафона нет. Газеты, которые напечатали статьи с её историей во время подготовки к марафону, после соревнований не отслеживали её жизнь. Неизвестно, встречалась ли она с Филимоном и нашла ли она работу. Как заявлял Тарасулиас, «Стамата Ревити была потеряна в пыли истории». Виолет Пирси из Соединенного Королевства стала первой женщиной, официально пробежавшей марафон: её время составило 3 часа и 40 минут в забеге в Великобритании 3 октября 1926 года.

## Мельпомена
В марте 1896 года франкоязычная газета Афин (Messager d’Athènes) сообщила, что был «разговор о женщине, которая была зачислена в качестве участника марафона. В тестовом забеге, который она пробежала […] ей потребовалось 4½ часа, чтобы пробежать дистанцию в 42[sic] км, которая отделяет Марафон от Афин». Позднее в том же году Франц Кемень, один из основателей Международного олимпийского комитета из Венгрии, писал на немецком языке, что, «действительно, леди, Мисс Мельпомена, завершила 40-километровый марафон за 4½ часа и запросила допуск на Олимпийские игры. Запрос был, по сообщениям, отклонён комиссией». По словам Мартина и Джинна, «особенность заключается в том, что у Мельпомены нет имени». Репортаж Messager’а был забыт примерно на 30 лет, пока в 1927 году о нём не вспомнили в выпуске Der Leichtathlet.
Олимпийский историк Карл Леннартц утверждает, что в 1896 году марафон пробежали две женщины, и что имя «Мельпомена» было подтверждено Кеменем и Альфредом Хайошом, двукратным олимпийским чемпионом 1896 года по плаванию. Однако Леннартц утверждал, что Хаюш перепутал гонку в начале марта с состоявшейся 11 апреля, о которой сообщал Тарасоулис. Леннартц приводит следующие обоснования: молодая женщина, прозванная Мельпоменой, хотела участвовать в забеге и финишировала со временем 4½ часа в конце февраля или начале марта. Оргкомитет, однако, не позволил ей бежать, и газета Akropolis раскритиковала это решение комитета. Олимпийский марафон состоялся 29 марта (10 апреля) 1896 год. Другой бегунье, Стамате Ревити, потребовалось 5½ часов, чтобы завершить дистанцию 30 марта (11 апреля). Газеты Asti, New Aristophanes и Atlantida сообщили об этом 31 марта (12 апреля).
Однако Тарасулиас возражал, что в прессе того времени Мельпомена не упоминалась по имени, в то время как имя Ревити появлялось много раз. Тарасулиас считал, что Мельпомена и Ревити это один и тот же человек, а Мартин и Джинн утверждали, что «сообщения того времени о Ревити как об известной бегунье марафона могут объяснить предыдущий забег женщины на марафонской дистанции — это была сама Ревити, а не Мельпомена». В ежедневной афинской газете Estia от 23 марта (4 апреля) 1896 год сообщалось, что «странная женщина, пробежавшая марафон несколько дней назад в качестве репетиции, намерена соревноваться послезавтра. Сегодня она пришла в наш офис и сказала: „моя обувь мешает мне, я сниму её по пути и дальше побегу босиком“». Кроме того, Тарасулиас отмечал, что 1 (13) марта 1896 год другая местная газета сообщила, что женщина и её ребенок были зарегистрированы, чтобы пробежать марафон, но её имя не упоминается. Пытаясь разрешить загадку, Тарасулиас заявлял, что «возможно, у Ревити было два имени, или, возможно, по неизвестным причинам она была названа именем музы Мельпомены».

## Цитаты и примечания
1. ↑  Boulongne, 2000, p. 23.
2. 1 2 3  Tarasouleas, 1993, p. 11.
3. ↑  Piraeus Prefecture. Greece 2000. 1987.
4. ↑  Martin & Gynn, Running through the Ages, 5-6; Young, A Brief History of the Olympic Games, 166
5. ↑  Tarasouleas, 1997, p. 53.
6. ↑  DeFrantz, Women in Sport, 185; Eleftheratos, 11 April 1896 Архивная копия от 19 сентября 2018 на Wayback Machine.
7. ↑  Longman, Jere (10 августа 1997). In Footsteps of History, It's Suzuki in Marathon. The New York Times (англ.). Архивировано 5 августа 2017. Дата обращения: 5 августа 2017.
8. ↑  Martin, David E.; Gynn, Roger W. H. The Olympic Marathon // Running through the Ages (неопр.). — Human Kinetics, 2000. — С. 21. — ISBN 0-88011-969-1.
9. ↑  And at the starting line . . . The Irish Times (англ.). Архивировано (PDF) 19 сентября 2018. Дата обращения: 5 августа 2017.
10. ↑  Philimon, Organization of the Games of 1896, р. 10
11. ↑  Domosh & Seager, Putting Women in Place, 143; Payne, Different but Equal, 21
12. ↑  DeFrantz, Women in Sport, 185; Miragaya, The Female Olympian, 313—314
13. 1 2  Eleftheratos, 11 April 1896 Архивная копия от 19 сентября 2018 на Wayback Machine (PDF)
14. ↑  Греческие участники были отобраны после двух пробных национальных гонок, которые состоялись 27 февраля (10 марта) и 12 (24) марта. Другой спортсмен Карло Айрольди также не был допущен к забегу, поскольку являлся профессионалом (Martin-Gynn, Running through the Ages, 12, 21).
15. 1 2  Tarasouleas, 1997, p. 54.
16. 1 2 3  Tarasouleas, 1993, p. 12.
17. ↑  Philimon, Organization of the Games, р. 87-90
18. 1 2  Martin & Gynn, Running through the Ages, р. 22
19. 1 2  Tarasouleas, 1997, p. 55.
20. ↑  Martin & Gynn, Running through the Ages, 22
21. ↑  Eleftheratos, 11 April 1896 Архивная копия от 19 сентября 2018 на Wayback Machine
22. 1 2  Lovett, Olympic Marathon, Chapter 25 Архивная копия от 17 февраля 2011 на Wayback Machine
23. ↑  Martin & Gynn, Running through the Ages, 20
24. 1 2  Martin & Gynn, Running through the Ages, 21
25. 1 2  Tamini, Women always in the Race, 206
26. ↑  Lennartz, Karl. Two Women Ran the Marathon in 1896 (неопр.) // Citius, Altius, Fortius. — Т. 2, № 1. — С. 20. Архивировано 30 августа 2008 года.р. 20
27. ↑  Ева Фольдес, Women at the Olympics, р. 105—114
28. ↑  Miragaya, The Female Olympian, р. 314